# Friedrich-Wilhelm Otte
Friedrich-Wilhelm Otte (22 de septiembre de 1898-8 de mayo de 1944) fue un general alemán en la Wehrmacht durante la II Guerra Mundial. Fue condecorado con la Cruz de Caballero de la Cruz de Hierro. Otte murió el 8 de mayo de 1944 en Sebastopol durante la ofensiva soviética de Crimea.

## Condecoraciones
- Cruz de Caballero de la Cruz de Hierro el 13 de noviembre de 1942 como Oberst y comandante del Jäger-Regiment 207[1]